# Biblioteca Central (UNAP)
La Biblioteca Central de la Universidad Nacional de la Amazonía Peruana (UNAP) es una institución pública en Iquitos, Perú. La institución registra la historia de la República del Perú en la amazonia occidental desde la colonia hasta los tiempos contemporáneos.

## Historia
Fue creada el 19 de septiembre de 1963, desde sus inicios ya servía tanto a universitarios como al público en general, su primer local estaba ubicado entre la Avenida Samanéz Ocampo y la calle Pevas.
La biblioteca registra unos 12,426 títulos y 26,500 volúmenes, en los que se incluye a historiadores loretanos, además de monografías relevantes de sus estudiantes. También cuenta con una hemeroteca con 827 títulos y 6,100 volúmenes a nivel local e internacional. Por ser una biblioteca de una universidad amazónica, su base de datos contiene registro bibliográficos de la UNESCO y de la Organización del Tratado de Cooperación Amazónica.
Su sede en físico fue traslada en los años 2000 dentro del rectorado de la universidad, la cual fue renovada en 2021, ese mismo año, se creó una biblioteca virtual por la pandemia de COVID-19 en Loreto.